# Доу Вали (Кентаки)
Доу Вали (енгл. Doe Valley) насељено је место без административног статуса у америчкој савезној држави Кентаки.

## Демографија
По попису из 2010. године број становника је 1.931.
| Група             | 2000.    | 2010.         |
| Белци             | 0 (0,0%) | 1.815 (94,0%) |
| Афроамериканци    | 0 (0,0%) | 26 (1,3%)     |
| Азијати           | 0 (0,0%) | 10 (0,5%)     |
| Хиспаноамериканци | 0 (0,0%) | 28 (1,5%)     |
| Укупно            | 0        | 1.931         |